# Vương Lăng (Tây Hán)
Vương Lăng (tiếng Trung: 王陵; bính âm: Wáng Líng; ?-182 TCN) là công thần khai quốc và là một trong những thừa tướng đầu tiên của nhà Tây Hán trong lịch sử Trung Quốc.

## Sự nghiệp
Vương Lăng vốn là một người quyền hào trong huyện ở đất Bái. Khi còn hàn vi, Lưu Bang thường coi ông như anh. Vương Lăng ít văn hoa, chuộng khí phách, thích nói thẳng.
Năm 206 TCN, Lưu Bang cầm đầu cánh quân Sở đánh vào kinh đô nhà Tần ở Hàm Dương. Vương Lăng cũng tự mình họp bè đảng mấy nghìn người ở Nam Dương, nhưng không chịu theo Lưu Bang.
Chiến tranh Hán Sở bùng nổ. Năm 205 TCN, Lưu Bang làm Hán vương mang đại quân đánh Hạng Vũ, bấy giờ Vương Lăng mới đem binh theo hàng Hán.
Hạng Vũ bắt mẹ Vương Lăng mang vào trong quân doanh để dụ ông hàng. Sứ giả của Vương Lăng đến, Hạng Vũ sai đặt mẹ ông ngồi quay mặt về hướng đông, muốn để dụ ông. Nhưng mẹ ông đâm kiếm tự sát. Hạng Vũ nổi giận nấu mẹ ông.
Vương Lăng theo Lưu Bang diệt Sở bình định thiên hạ. Vì ông không theo Lưu Bang từ đầu, lại chơi thân với Ung Xỉ, mà Ung Xỉ từng có thù với Lưu Bang, nên ông không được trọng dụng, mãi về sau mới được phong là An Quốc hầu.
Thời Hán Huệ Đế, Lã Hậu chấp chính. Năm 189 TCN, tướng quốc Tào Tham chết, An Quốc hầu Vương Lăng được phong làm hữu thừa tướng, Trần Bình làm tả thừa tướng.
Lã hậu muốn lập người nhà họ Lã làm vương, Vương Lăng phản đối, còn Trần Bình nói thuận theo Lã Hậu. Do đó Lã thái hậu giận Vương Lăng, điều làm thái phó không có thực quyền, đổi Trần Bình làm Hữu thừa tướng và cho nhân tình Thẩm Tự Cơ lên làm Tả thừa tướng.
Vương Lăng giận, mượn cớ cáo bệnh xin từ chức thái phó. Ông đóng cửa không vào triều. Năm 182 TCN ông qua đời, không rõ bao nhiêu tuổi.